# Keller (Texas)
Keller is een plaats (city) in de Amerikaanse staat Texas, en valt bestuurlijk gezien onder Tarrant County.

## Demografie
Bij de volkstelling in 2000 werd het aantal inwoners vastgesteld op 27.345.
In 2006 is het aantal inwoners door het United States Census Bureau geschat op 36.925, een stijging van 9580 (35,0%).

## Geografie
Volgens het United States Census Bureau beslaat de plaats een oppervlakte van
47,8 km², geheel bestaande uit land. Keller ligt op ongeveer 216 m boven zeeniveau.

## Plaatsen in de nabije omgeving
De onderstaande figuur toont nabijgelegen plaatsen in een straal van 12 km rond Keller.